# Джуро Даничич
Джуро Даничич е сръбски езиковед и привърженик на т.нар. вукова реформа.
Джуро Даничич е професор в Белград във „Великата школа“ и секретар на „Дружеството за сръбска словесност“, както и главен редактор на списание „Гласник“ – издание на дружеството. През 1866 г. е поканен в Загреб за член и секретар на новоучредената Югославска академия на науките и изкуствата.
Даничич играе ключова роля в полагането на основите на сръбската филология, граматика, историческа лексика и диалектология на базата на принципите на Вук Караджич. Даничич е преводач и на сърбохърватски език на стария завет, докато Вук Караджич превежда новия завет.
Българският учен Йордан Иванов се отнася резервирано към „чужди“ открития, и в частност сръбски, свързани с предположения, касаещи българската история. Това се отнася най-вече към сръбските преводи на средновековна литература от периода след Виенския книжовен договор. Обичаите и обредите в Кюстендилския край са неотделими от общобългарските и в много отношения излизат извън територията на България и се разпростират в западните български земи, което говори, че населението в тези области, освен многовековната обща културно-историческа съдба, има и етнически идентитет с българския народ. 